# Exile on Main Street
Exile on main street (1972) és el desè àlbum del grup anglès The Rolling Stones. Aquest doble àlbum és considerat com un dels més importants de la carrera del grup. Si bé en la seva sortida no fou rebut amb excessiu entusiasme per part dels crítics, que el consideraven fosc i estrany, amb el temps s'ha vingut a considerar no tan sols un dels millors (o el millor) disc del grup sinó també un dels més importants que no s'han fet mai.
El disc fou gravat quasi íntegrament a França. Els Rolling Stones havien abandonat Anglaterra fugint d'una pressió policial constant, que els relacionava constantment amb les drogues, i també d'una fiscalitat que consideraven abusiva.
El disc es gravà tot ell amb la clàssica formació de rock (veus, guitarres, baix elèctric i bateria) a més de teclats, vents i cors. En el disc, la presència de vents que s'havia iniciat en el disc anterior (Sticky fingers) ja estava plenament consolidada, també s'havia consolidat el jove guitarrista anglès de tan sols 23 anys Mick Taylor que s'havia incorporat al grup feia dos anys.
Les fortes influències que exercia la música popular nord-americana sobre el grup ja des dels seus inicis arriben al seu clímax en aquest disc, s'hi pot sentir des de blues a folk, des de gospel fins al rock n'roll... El disc és una exhibició tècnica i de coneixement musical a tots nivells i suposa el cènit del tractament de les segones veus, bàsicament a càrrec de Keith Richards, el tractament de les guitarres jugant amb diferents melodies per sobre de la melodia principal, les troglodítiques, però plenes de força, entrades de la bateria i la conjunció de tota la secció rítmica. Així com els arranjaments per veus, els intruments de vents que s'hi incorporen com a membres de ple dret, etc. En definitiva, un deliri barroc coral sorprenentment efectiu.
En data 18 de maig de 2010 va sortir a la venda una versió expandida de l'àlbum que incloïa 10 cançons inèdites. Paral·lelament, al Festival de cinema de Cannes es va presentar el documental "Stones in exile", dirigit per Stephen Kijack.

## La portada
La portada del disc, és una foto que el fotògraf Robert Frank va fer a una paret d'una casa de tatuatges de Nova York. La paret estava plena de retrats de gent estranya i original.

## La gravació del disc
Tota la gravació de l'àlbum està envoltada d'una cèrta aura llegendària i de misteri. L'àlbum en la seva major part es va gravar a la mansió que Keith Richards tenia a Nellcotte, Vilafranca de Mar, a la Costa Blava.
Amb l'equip de l'estudi mòbil del grup, es van habilitar diferents estances. La bodega que hi havia al soterrani, la mateixa cuina... el còctel creat per la nombrosa gent deambulant per la casa, i la improvisació tant en la planificació de la gravació com dels diferents espais com a estudi de gravació que no reunien les condicions que es donaven als estudis professionals, van crear conflictes i un ambient enrarit que en bona part es van saber aprofitar per a un resultat final ple d'energia i tensió. L'energia i la tensió són dues de les principals característiques d'aquest àlbum, l'altre factor present al llarg de tot l'àlbum és la música popular nord-americana: el rock, el blues, el gospel, el folk, el boogie... tot hi és present.
La producció del disc es va realitzar a

## Llista de Cançons
En el format original de doble LP, les cançons estaven distribuïdes de la següent manera:
Cara 1
1. Rocks off
2. Rip this joint
3. Shake your hips(*)
4. Casino boogie
5. Tumbling dice

Cara 2
1. Sweet Virginia
2. Torn and frayed
3. Sweet black angel
4. Loving cup

Cara 3
1. Happy
2. Turd on the run
3. Ventilator blues (**)
4. I just want to see his face (**)
5. Let it loose

Cara 4
1. All down the line
2. Stop breaking down (***)
3. Shine a light
4. Soul survivor

Totes les cançons escrites per Mick Jagger i Keith Richards; excepte (*) escrita per James Moore, (**) escrita per Mick Jagger, Keith Richards i Mick Taylor; (***) escrita per Robert Johnson.

## Crèdits del disc
- Mick Jagger - veu, guitarres, harmònica i pandereta
- Keith Richards - guitarres, guitarres, veu, veus de suport, baix i piano
- Mick Taylor - guitarres, guitarres, guitarres, baix, veus de suport
- Bill Wyman - baix
- Charlie Watts - Bateria i Percussió
- Bobby Keys - Saxo i Maraques
- Jim Price - Trompeta, Trombó i Orgue
- Nicky Hopkins - Piano i Piano elèctric

També van participar en el disc
- Clydie King - Veus de suport
- Venetta Fields - Veus de suport
- Merry Clayton - Veus de suport
- Ian Stewart - Piano
- Bill Plummer - Contrabaix
- Jimmy Miller - Bateria, Maraques i pandereta
- Al Perkins - Pedal Steel
- Richard Washington - Marimba
- Billy Preston - Piano i Orgue

També van fer veus de suport en la gravació d'algun dels temes Jesse Kirkland, Tamiya Lynn, Shirley Goodman, Dr. John (a la cançó Let it loose), Joe Green i Gram Parsons (a la cançó Sweet Virginia).